# Ursus arctos gyas
L'orso bruno della penisola dell'Alaska (Ursus arctos gyas Merriam, 1902) detto anche grizzly peninsulare, grizzly costiero o grizzly gigante è una sottospecie di orso bruno che vive nelle regioni costiere dell'Alaska meridionale.
Secondo diverse fonti, queste sottospecie protrebbe essere una popolazione della sottospecie dell'orso grizzly o della sottospecie dell'orso Kodiak.

## Descrizione
L'orso bruno della penisola dell'Alaska è una delle più grandi sottospecie di orso bruno al mondo. Di solito misura 2,4 m di lunghezza, e ha un'altezza al garrese che va da 1,22 a 1,50 m. Uno studio ha rilevato che il peso medio per un maschio varia da i 408 fino a 540 kg e 227 kg per una femmina. D'altra parte, sono stati registrati occasionalmente enormi maschi che superano di gran lunga le dimensioni normali, con pesi riportati fino a 680 kg.  Un  maschio può essere alto fino a 3 metri sulle zampe posteriori ed essere alto fino a 1,5 metri al garrese. L'individuo più grande mai registrato fu abbattuto nel 1948 vicino a Cold Bay. Il suo peso è stato stimato tra 725 e 771 kg. Quest'orso era appena uscito dal letargo e portava poco o nessun grasso; ciò significa che l'animale avrebbe pesato oltre 800 kg alla fine dell'estate. Sebbene variabile dal biondo al quasi nero, la pelliccia dell'orso è tipicamente di colore marrone con punte bianche. Sulle loro spalle appare una pronunciata gobba; la gobba è un buon modo per distinguere un orso nero da un orso grizzly, poiché gli orsi neri non hanno questa gobba.

## Dieta
Gli orsi bruni della penisola dell'Alaska di solito si nutrono di salmoni che depongono le uova e usano molti modi diversi per catturarli. Questo include aspettare in fondo alle cascate che il pesce salti, o stare in cima alle cascate in attesa di catturare il pesce a mezz'aria (a volte con la bocca). Gli orsi hanno anche molta esperienza nell'inseguire i pesci e inchiodare gli animali scivolosi con i loro artigli. Dopo il salmone, le bacche e l'erba costituiscono il cardine della dieta degli orsi, dopodiché accumulano sufficienti riserve di grasso e vanno in letargo. 